# Arnaut Catalan
Arnaut Catalan (fl.…1220-1253...) fou un trobador occità.

## Vida
No es conserva cap vida que doni indicacions sobre la biografia d'aquest trobador. Encara que Milà i Fontanals ho cregué, no era probablement català; el cognom Catalan és prou freqüent a la regió de Tolosa. Pel que fa a la cronologia, en quatre cançons fa referència a Beatriu de Savoia, que es va casar el 1219 amb Ramon Berenguer IV de Provença. Sembla que Arnaut formaria part de l'entorn del comte: en una donació del comte de 1241 hi signa com a testimoni un Arnaldus Catalanus que podria ser el trobador. Amb el comte de Provença intercanvià unes cobles de temàtica una mica grollera (25,1 = 184,1): sobre si Arnaut voldria fer moure un vaixell d'unes dames que està parat per falta de vent amb el vent de les seves ventositats; Arnau respon que sí, ja que ell sempre defensa les dames.
Arnaut hauria viatjat a diverses corts. Segons diu el mateix trobador (27,6), hauria estat a Llombardia. Sembla també probable que el trobador sigui el don Arnaldo que tingué un debat bilingüe amb Alfons X de Castella, en occità el trobador, en gallecportuguès el rei, sobre el mateix tema de les ventositats per moure una nau.

## Obra
- (27,2)[1][2] Als entendens de chantar (cançó)
- (27,3) Amors, ricx fora s'ieu vis (cançó)
- (27,4) Anc per null temps no⋅m donet iai (cançó)
- (27,4a) Ben es razos qu'eu retraia (cançó)
- (27,4b) Dieus verays, a vos mi ren (cançó religiosa)
- (27,6) Lanqan vinc en Lombardia (cançó)
- (25,1 = 184,1) Amics n'Arnaut, cent donas d'aut paratge (tot i que Pillet i Carstens li donen el número 25 donant només el nom d'Arnaut, cal atribuir aquesta poesia a Arnaut Catalan; és un intercanvi de coblas o un partiment amb Ramon Berenguer IV de Provença).

Senner, ara us vein quer / un don que’m donez, si vos play / Don Arnaldo, pois tal poder / de vent’avedes, ben vos vai (intercanvi amb el rei Alfons X).
Se li pot atribuir també la tençó 110,1 = 459,1 De las serors d'En Guiran entre un Catalan i un tal Vaquier.

### Edicions
- Ferruccio Blasi, Le poesie del trovatore Arnaut Catalan, Florència, 1937

### Repertoris
- Alfred Pillet / Henry Carstens, Bibliographie der Troubadours von Dr. Alfred Pillet […] ergänzt, weitergeführt und herausgegeben von Dr. Henry Carstens. Halle : Niemeyer, 1933 [Arnaut Catalan és el número PC 27]